# Teresa di Entenza
Teresa di Entenza (1300 – Saragozza, 20 ottobre 1327) è stata una nobildonna spagnola, fu baronessa di Entenza e signora d'Alcolea e di Chiva, dal 1305 circa, baronessa di Antillón, dal 1310 circa, e contessa di Urgel e viscontessa di Àger dal 1314 alla sua morte. Fu anche consorte dell'erede al trono della Corona d'Aragona, ma non divenne regina, per soli cinque giorni non poté succedere a Elisenda di Moncada.

## Origine
Come ci viene confermato dal testamento del padre, Teresa era figlia di Gombaldo di Entenza, barone di Entenza (la baronia di Entenza comprendeva una parte di territorio situato tra l'Aragona ed il Sobrarbe) e signore d'Alcolea e di Chiva e dell'erede della contea di Urgell, la baronessa di Antillón, Constanza di Antillón, che come ci conferma il contratto di matrimonio di Teresa era nipote del defunto conte di Urgell, Ermengol X (Gombaldi d´Entença et Constancie uxoris eiusdem, nepotemque Ermengaudi quondam comitis Urgellensis), che come ci conferma la Historia de los condes de Urgel, Volume 9 era figlia di Sancho d'Antillon e di Eleonora d'Urgell, a sua volta figlia del conte Álvaro I d'Urgell e sorellastra dell'ultimo conte della casa di Urgell, Ermengol X, (1260-luglio 1314).

Gombaldo di Entenza era figlio di Bernat Guillem I d’Entença e della moglie di cui non si conoscono né il nome né gli ascendenti.

## Biografia
Suo padre, Gombaldo, nel settembre 1304, fece testamento (documento n° 10 del cartulari Xestalgar), lasciando Teresa sua erede universale e molto probabilmente morì qualche mese dopo, e Teresa divenne baronessa di Entenza e signora d'Alcolea e di Chiva.
Verso il 1310, morì anche la madre, Costanza e Teresa divenne baronessa di Antillón, dal 1310 circa, ed erede della contea di Urgel e della viscontea di Áger.
Il 10 luglio del 1314, il suo prozio, conte di Urgell, e visconte d'Àger, Ermengol X redasse un testamento in cui predispose una rendita per la moglie, Faydite, e lasciò la contea di Urgell e la viscontea di Ager, a Teresa, nipote della sua sorellastra Eleonora, che si impegnava a sposare il figlio secondogenito del re della corona d'Aragona, Giacomo II, Alfonso.

Ermengol X morì nel luglio del 1314, con una dote di 100.000 soldi e Teresa come previsto dal suo testamento divenne contessa di Urgel e viscontessa di Àger.

Secondo il documento n° 40 del Documentació medieval de les baronies de Bunyol, Xiva i Xestalgar (1238-1344) il re Giacomo II, in quanto tutore di Teresa, nel dicembre 1313, aveva ordinato la restituzione di Terreni della signoria di Chiva.
Il 10 novembre 1314, a Lerida, fu celebrato il matrimonio tra Teresa e il Alfonso, figlio secondogenito del re della corona di Aragona, Giacomo II e di Bianca di Napoli; il matrimonio è ricordato nel capitolo XXXVIII Cronaca piniatense, dove Teresa è definita la figlia di Gombaldo e nipote del conte Emengol X.

Il contratto di matrimonio è datato 11 novembre 1314.
Con questo matrimonio, la contea rimase vincolata alla corona di Aragona, in quanto il primogenito di Giacomo, nel 1319, rinunciò al trono e si ritirò in monastero, entrando nell'ordine degli Ospitalieri di San Giovanni di Gerusalemme, del quale successivamente divenne gran maestro. Il marito di Teresa, Alfonso, divenne l'erede della corona. In quello stesso anno nacque un figlio maschio Pietro, il futuro Pietro IV.
Nel 1323, Teresa accompagnò l'infante Alfonso nella campagna militare per la conquista della Sardegna, dove all'assedio di Iglesias, alcune sue damigelle morirono a causa della febbre ed il marito si ammalò.

Dopo il loro ritorno a Barcellona, Teresa ed il marito dovettero contrastare, con l'aiuto della suocera, Elisenda di Moncada, le ambizioni del giovane fratello di Alfonso, Pietro, Conte di Ribagorza e di Empúries, che avrebbe voluto essere designato erede di Giacomo II.
Teresa il 23 ottobre 1327, a Saragozza, Teresa redasse il suo testamento, come riportato nel documento n° 14 del cartulari Xestalgar, in cui ricordava tutti i suoi familiari ancora in vita, incluso il fratellastro, Guglielmo.
La Chronique de Ramon Muntaner. Tome 2, descrive le qualità di Teresa e ne riporta la morte, all'ultimo martedì di quello stesso mese di ottobre e, il giorno successivo, fu inumata in quella stessa città, nel convento dei francescani
Moglie e madre di re, Teresa non riuscì però a salire al trono, perché morì cinque giorni prima che il marito fosse incoronato re di Aragona.
Suo figlio Pietro le fece costruire una bellissima tomba, opera di Pietro de Moragues, che scomparve dal convento.
Le lettere inviate da Teresa al re Giacomo II durante la campagna di Sardegna sono conservate, a dimostrazione della sua intelligenza e capacità di osservazione.

## Discendenza
Teresa e Alfonso ebbero sette figli::
- Alfonso (1315– Balaguer, 1317).
- Costanza (1318- Montpellier, 1346), che sposò Giacomo III di Maiorca
- Pietro (1319–1387), re d'Aragona, Pietro IV il Cerimonioso
- Giacomo (1320– novembre 1347), conte di Urgell dal 1327.
- Isabella (Saragozza, 1323–1327)
- Federico (1325–?), morto giovane
- Sancho (Saragozza, ottobre 1327– dicembre 1327).

### Fonti primarie
- (FR)  Chronique de Ramon Muntaner. Tome 2.
- (ES)  #ES CARTULARIO SAN JUAN DE LA PENA.

### Letteratura storiografica
- Rafael Altamira, La Spagna (1031-1248), in «Storia del mondo medievale», vol. V, 1999, pp. 865–896
- (ES)  Historia de los condes de Urgel, Tomo I.
- (ES)  Historia de los condes de Urgel, Tomo II.
- (CA)  #ES cartulari Xestalgar Archiviato il 2 dicembre 2020 in Internet Archive..
- (CA)  #ES Documentació medieval de les baronies de Bunyol, Xiva i Xestalgar (1238-1344).